# Trevoria
Trevoria es un género con cinco especies de orquídeas, originarias de Centroamérica hasta Bolivia.

## Descripción
Fue descrita por F.C.Lehmann en 1897 en la Gardeners Chronicle  con una imagen en blanco y negro de Trevoria chloris. (Una foto de esta planta también se encuentra en el nuevo volumen del libro 6 de Orquídeas Nativas de Colombia: Tomo 6: Suplemento: Leucohyle-Zootrophion (1998).

## Distribución
Es nativa de Nicaragua y Costa Rica a Bolivia. Está nombrada en honor a Sir Trevor Lawrence, un expresidente de la Royal Horticultural Society.

## Cultivo
Las plantas son generalmente cultivadas en canastas de madera necesitando sombra parcial. Se debe utilizar un drenaje para macetas de corteza de abeto con perlita, fibras de helechos o musgo arborescente.  Hay que mantenerla en un clima húmedo y temperaturas medias a cálidas. Mantenerla húmeda y permitir que se quede seca.

## Especies deTrevoria
- Trevoria chloris  Lehm. (1897) - Typus Species
- Trevoria escobariana  Garay (1970)
- Trevoria glumacea  Garay (1970)
- Trevoria lehmannii  Rolfe (1910)
- Trevoria zahlbruckneriana  (Schltr.) Garay  (1970